# Franziskus von Streng
Franziskus von Streng, né le 27 février 1884 à Fischingen et mort le 7 août 1970 à Soleure est un prêtre suisse, évêque catholique du diocèse de Bâle de 1936 à 1967.

## Biographie
Otto Wüst naît le 27 février 1884 à Fischingen, dans le canton de Thurgovie. Son père est Alfons von Streng (de), membre du Grand Conseil du canton de Thurgovie de 1887 à 1926.
Il fréquente l'école primaire à Sirnach, puis le collège Stella Matutina de Feldkirch de 1895 à 1903, avant de suivre des études de théologie à l'université d'Innsbruck. Il est ordonné prêtre le 12 juillet 1908 par Jakob Stammler, évêque de Bâle et Lugano. Il est ensuite vicaire de l'église de la Trinité à Berne (de) de 1908 à 1919, puis est nommé curé de l'église Sainte-Claire de Bâle (de) en 1919, qui était la plus grande paroisse du diocèse. À cette époque déjà, Franziskus von Streng s'intéressait de manière très approfondie les questions du mariage et de la famille, un sujet qui l'accompagna tout au long de sa vie.
Le 17 novembre 1936, il est élu comme évêque de Bâle et Lugano, et confirmé comme tel le 30 novembre 1936 par le pape, et réside à Soleure. Il participe aux quatre sessions du concile Vatican II.
Franziskus von Streng devient en 1964 grand officier de l'Ordre équestre du Saint-Sépulcre de Jérusalem et cofondateur de la commanderie de Soleure. Il a été nommé assistant au trône pontifical par Pie XII. Il est également sénateur honoraire de l'université de Fribourg, et docteur honoris causa de l'université d'Innsbruck.
Il présente sa démission pour raison d'âge au pape Paul VI le 17 octobre 1966, mais celle-ci n'est acceptée que le 3 novembre 1967.
Il décède le 7 août 1970, et enterré dans la cathédrale de Soleure.

## Succession apostolique
Franziskus von Streng a ordonné les évêques suivants :
- Évêque Eugène Maillat (it), M.Afr. (1959)
- Évêque Joseph Zimmermann (it), M.S.F. (1960)
- Archevêque Bruno Bernard Heim (1961)
- Évêque Anton Hänggi (1968)